# Glinna Góra
Glinna Góra [pronunciación en polaco: /ˈɡlinna ˈɡura/] (en alemán: Lehmberg) es un Asentamiento ubicado en el distrito administrativo de Gmina Trąbki Wielkie, dentro del Condado de Gdańsk, Voivodato de Pomerania, en Polonia del norte. Se encuentra aproximadamente a 9 kilómetros al oeste de Trąbki Wielkie, a 20 kilómetros al suroeste de Pruszcz Gdańesquí, y a 28 kilómetros al suroeste de la capital regional Gdańsk.
Para detalles de la historia de la región, véase Historia de Pomerania.